# A. J. 랭거
A. J. 랭거(A. J. Langer, 1974년 5월 22일 ~ )는 미국의 배우이다.

## 텔레비전
- en:Drexell's Class (1991) – 멜리사 드렉셀
- In the Heat of the Night (1992) – 메건 파울러
- 마이 소 콜드 라이프 (1994–95) – 레이건 그라프
- en:It's Like, You Know... (1999) – 로렌 우즈
- Three Sisters (2001) – 앤 버스타인 플린
- I Love the '90s (2004) – A.J. 랭거
- Eyes (2005) – 멕 바르도
- 프라이빗 프랙티스 (2011–12) – 에리카 워너

### 게스트 출연
- en:Parker Lewis Can't Lose (1991) – 멜리사
- SOS 해상 구조대 (1991) – 캐롤라인 라킨 (에피소드 2편)
- 블로섬 (시트콤) (1992) – 쉐리
- 행잉 위드 미스터 쿠퍼 (1992) – 달린
- en:Camp Wilder (1992) – 리디아
- In the Heat of the Night (1992) – 메건 파울러 (에피소드 2편)
- 케빈은 열두살 (1993) – 메리 조 제나로
- 베벌리힐스 아이들 (1993) – 데니스
- SOS 해상 구조대 (1994) – 레이첼/낸시/린다
- Coach (1995–96) – 줄리 (에피소드 3편)
- en:Diagnosis: Murder (1995) – 애슐리 요크
- 사인필드 (1996) – 애비 - "en:The Fatigues"
- 천사의 손길 (1997) – 올리비아 마랜드
- en:Brooklyn South (1997–98) – 캐슬린 도일 (에피소드 9편)
- en:Poltergeist: The Legacy (1998) – 엘리사
- en:Fame L.A. (1998) – 에밀리 캘러한
- en:The Drew Carey Show (2002) – 다운